# Grimnir
|  | Dieser Artikel oder Abschnitt wurde wegen inhaltlicher Mängel auf der Qualitätssicherungsseite des Projekts Germanen eingetragen. Dies geschieht, um die Qualität der Artikel aus diesem Themengebiet auf ein akzeptables Niveau zu bringen. Bitte hilf mit, die Mängel dieses Artikels zu beseitigen, und beteilige dich an der Diskussion! |

Grimnir („der Maskierte“) ist in der nordischen Mythologie ein Beiname Odins. Er wird von ihm benutzt, um die Gastfreundschaft des Königs Geirrödr zu prüfen. Aufgrund der Vermutung, dass es sich bei Grimnir um einen finsteren Zauberer handelt, verhält sich Geirrödr wenig gastlich und lässt ihn acht Tage in seinen Hallen warten. Nur der Königssohn Agnar erbarmt sich und gibt Grimnir zu essen. 
Am neunten Tag klagt Grimnir das Verhalten Geirrödrs an und gibt sich anschließend als Odin zu erkennen. Der König ist bestürzt und will ihn empfangen. Dabei stürzt er jedoch in sein eigenes Schwert und kommt ums Leben.
Diese Geschichte ist in der Grímnismál (Grimnirlied) festgehalten.